# العلاقات الفلبينية الساموية
العلاقات الفلبينية الساموية هي العلاقات الثنائية التي تجمع بين الفلبين وساموا.

## مقارنة بين البلدين
هذه مقارنة عامة ومرجعية للدولتين:
| وجه المقارنة                                              | الفلبين                       | ساموا                        |
| --------------------------------------------------------- | ----------------------------- | ---------------------------- |
| المساحة (كم2)                                             | 343.45 ألف                    | 2.84 ألف                     |
| عدد السكان (نسمة)                                         | 104.92 مليون                  | 196.44 ألف                   |
| الكثافة السكانية (ن./كم²)                                 | 305.49                        | 69.17                        |
| العاصمة                                                   | مانيلا                        | أبيا                         |
| اللغة الرسمية                                             | اللغة الفلبينية، لغة إنجليزية | لغة إنجليزية، اللغة الساموية |
| العملة                                                    | بيسو فلبيني                   | تالا ساموي                   |
| الناتج المحلي الإجمالي (بليون دولار)                      | 313.60 مليار                  | 856.63 مليون                 |
| الناتج المحلي الإجمالي (تعادل القوة الشرائية) بليون دولار | 743.90 مليار                  | 1.15 مليار                   |
| الناتج المحلي الإجمالي الاسمي للفرد دولار أمريكي          | 2.90 ألف                      | 3.94 ألف                     |
| الناتج المحلي الإجمالي للفرد دولار أمريكي                 | 7.39 ألف                      | 5.79 ألف                     |
| مؤشر التنمية البشرية                                      | 0.668                         | 0.702                        |
| رمز المكالمات الدولي                                      | +63                           | +685                         |
| رمز الإنترنت                                              | .ph                           | .ws                          |
| المنطقة الزمنية                                           | توقيت الفلبين                 | ت ع م+13:00                  |

## منظمات دولية مشتركة
يشترك البلدان في عضوية مجموعة من المنظمات الدولية، منها:
| علم المنظمة | اسم المنظمة                               | تاريخ انضمام الفلبين | تاريخ انضمام ساموا |
| ----------- | ----------------------------------------- | -------------------- | ------------------ |
|             | وكالة ضمان الاستثمار متعدد الأطراف        | 8 فبراير 1994        | 27 سبتمبر 2002     |
|             | منظمة الشرطة الجنائية الدولية             | ?                    | ?                  |
|             | منظمة حظر الأسلحة الكيميائية              | ?                    | ?                  |
|             | منظمة التجارة العالمية                    | 1995                 | ?                  |
|             | الأمم المتحدة                             | 24 أكتوبر 1945       | 15 ديسمبر 1976     |
|             | مؤسسة التمويل الدولية                     | 12 أغسطس 1957        | 28 يونيو 1974      |
|             | يونسكو                                    | 21 نوفمبر 1946       | 3 أبريل 1981       |
|             | مؤسسة التنمية الدولية                     | 28 أكتوبر 1960       | 28 يونيو 1974      |
|             | بنك التنمية الآسيوي                       | 1966                 | 1966               |
|             | البنك الدولي للإنشاء والتعمير             | 27 ديسمبر 1945       | 28 يونيو 1974      |
|             | المركز الدولي لتسوية المنازعات الاستشارية | 17 ديسمبر 1978       | 25 مايو 1978       |
|             | الاتحاد البريدي العالمي                   | ?                    | ?                  |
|             | الاتحاد الدولي للاتصالات                  | 25 مايو 1912         | 7 أكتوبر 1988      |

## وصلات خارجية
- موقع وزارة الخارجية الفلبينية